# Chapelle du Bourg-d'En-Bas de Mailly-le-Château
La chapelle du Bourg-d'En-Bas est une chapelle située à Mailly-le-Château, en France.

## Localisation
La chapelle est située dans le département français de l'Yonne, sur la commune de Mailly-le-Château.
Elle prend place sur l'avant-bec de la pile du pont. 

## Historique
L'édifice est classé au titre des monuments historiques en 1914.
La chapelle est à la dédicace de saint Nicolas, patron des marins (d'eau de mer) et des mariniers (d'eau douce). 
En 1425, est signalé parmi les censitaires de Mailly-le-Château, le chapelain de Saint-Nicolas, redevable au titre de ses vignes. 